# SAGE (Frankreich)
In Frankreich führt der SAGE (schéma d'aménagement et de gestion des eaux – "Plan zur Bewirtschaftung und Verwaltung der Gewässer") auf der Ebene eines wasserführenden Systems (zum Beispiel das Einzugsgebiet eines Flusses) die allgemeinen Vorgaben aus, die durch den SDAGE (schéma directeur d'aménagement et de gestion des eaux) festgelegt wurden.
Der SAGE wird durch eine Commission locale de l'eau (CLE – "lokale Wasserkommission") ausgearbeitet, in dem Vertreter des Staates, der lokalen Behörden und der Verbraucher vertreten sind. Er wird durch die zuständige Agence de l’eau ("Wasseragentur") kontrolliert.
Dieser Wasserwirtschaftsplan wird formuliert unter Berücksichtigung
- des natürlichen Wasserschutzes,
- der Notwendigkeit, die Ressourcen zu schonen,
- der Entwicklung der Landwirtschaft,
- der städtischen und wirtschaftlichen Umgebung,
- eines Interessengleichgewichts der unterschiedlichen Verbraucher, sowie
- wirtschaftlicher Beschränkungen.

Um unter diesen Voraussetzungen ein handhabbares Werkzeug zu erhalten, können sich die beteiligten Gebietskörperschaften zu einer communauté locale de l'eau ("lokalen Wassergemeinschaft") zusammenschließen, die üblicherweise die Rechtsform eines syndicat mixte annimmt.